# Leucoma albifrons
Leucoma albifrons är en fjärilsart som beskrevs av Bethune-Baker 1911. Leucoma albifrons ingår i släktet Leucoma och familjen tofsspinnare. Inga underarter finns listade i Catalogue of Life.